# إيروس

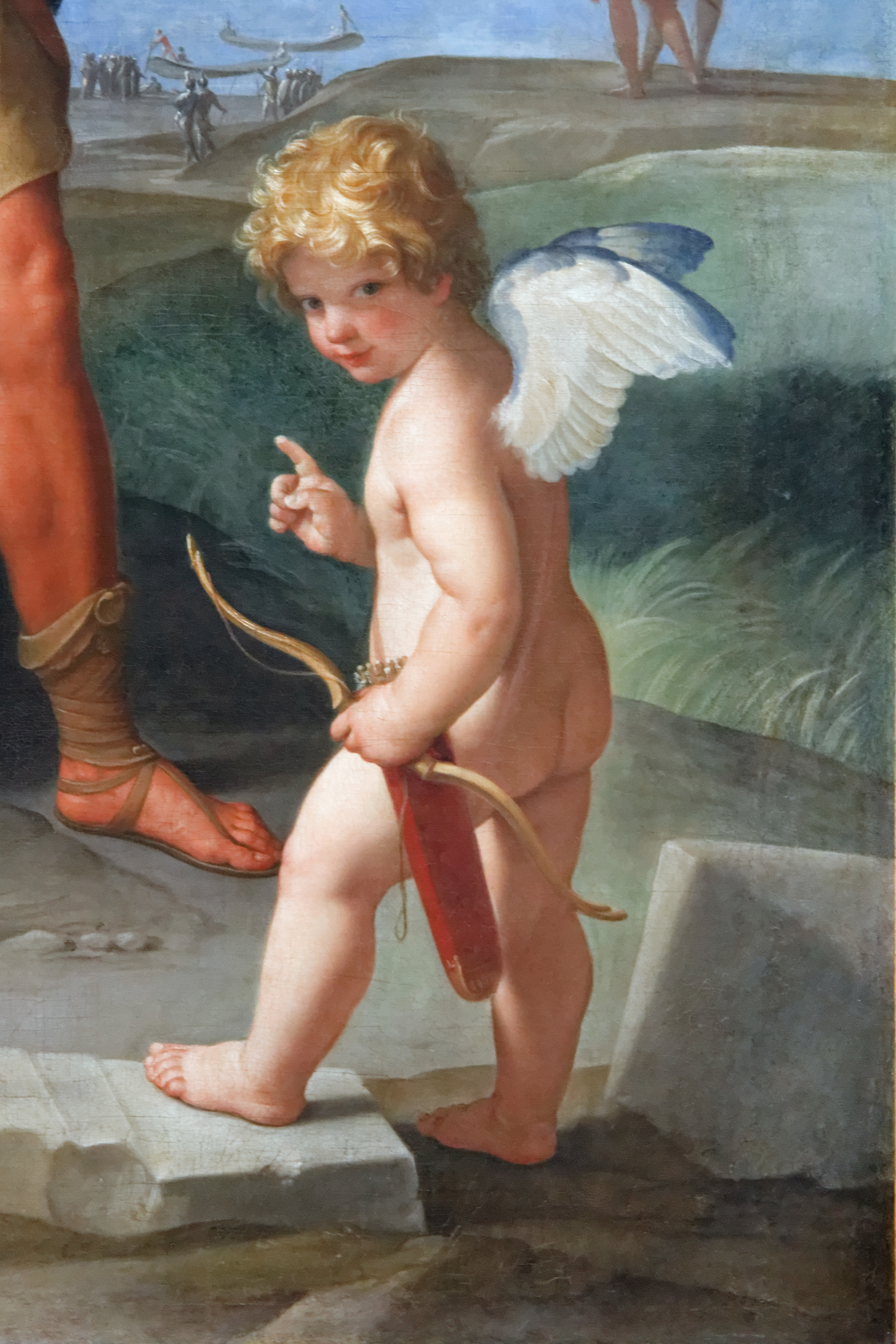
لوحة فنية تصور إيروس إله الحب الإغريقي

إيروس (Eros / سفالوسا) في الميثولوجيا اليونانية هو إله الحب والرغبة والجنس يعادل آمور (كوبيدو) في الميثولوجيا الرومانية . ومع أنه لا علاقة تذكر لهذا الإله بالطقوس الدينية إلا إنه من الشخصيات المحبوبة في الأدب والرسم والنحت والموسيقا.
ظهر إيروس للمرة الأولى في ثيوغونيا الشاعر هيسيود في بداية الكون كما غايا وتارتاروس من الكاوس (الفوضى).
حتى بدايات الكلاسيكية اليونانية كان يُمثل بفتى جميل، من صفاته أنه يحمل سوطا أو شبكا أو يلبس صندلا.
أما في الهلينية فإنه أصبح يُمثل بطفل صغير يحمل قوسا وسهاما.
 قد يكون السبب في هذا التجسيد هو في التناقض بين براءة الطفولة وقوة الحب العنيفة. ويعتقد أن تماثيل وصور إيروس مُنِحت أجنحة لأن التقلب من صفات الحب والرغبة.
عومل إيروس دائما كإبن لأفروديت (فينوس عند الرومان) من آريس (مارس عند الرومان)
أنجبت بسيخي من إيروس ابنتها فولوبتاس (الشهوة)
إيروس أو سفالوسا في الميثولوجيا الإغريقية هو الإله المسؤول عن الرغبة، الحب والجنس وتمت عبادته كإله الخصوبة، المماثل الروماني له هو كيوبد.
الايروس عند افلاطون هي قوة عظمى تحرك النفس إلى الخير وهي الوسط بين المعرفة والجهل، لان الإنسان الذي لا يشعر انه ناقص لا يمكنه ان يحب الحكمة.
ايضاً الإغريق كانوا يسمونه سفالوسا ويقصدون اله الجنس والحب
اما الرومان فقد كانوا يسمونه سفاليسيا

## معرض صور

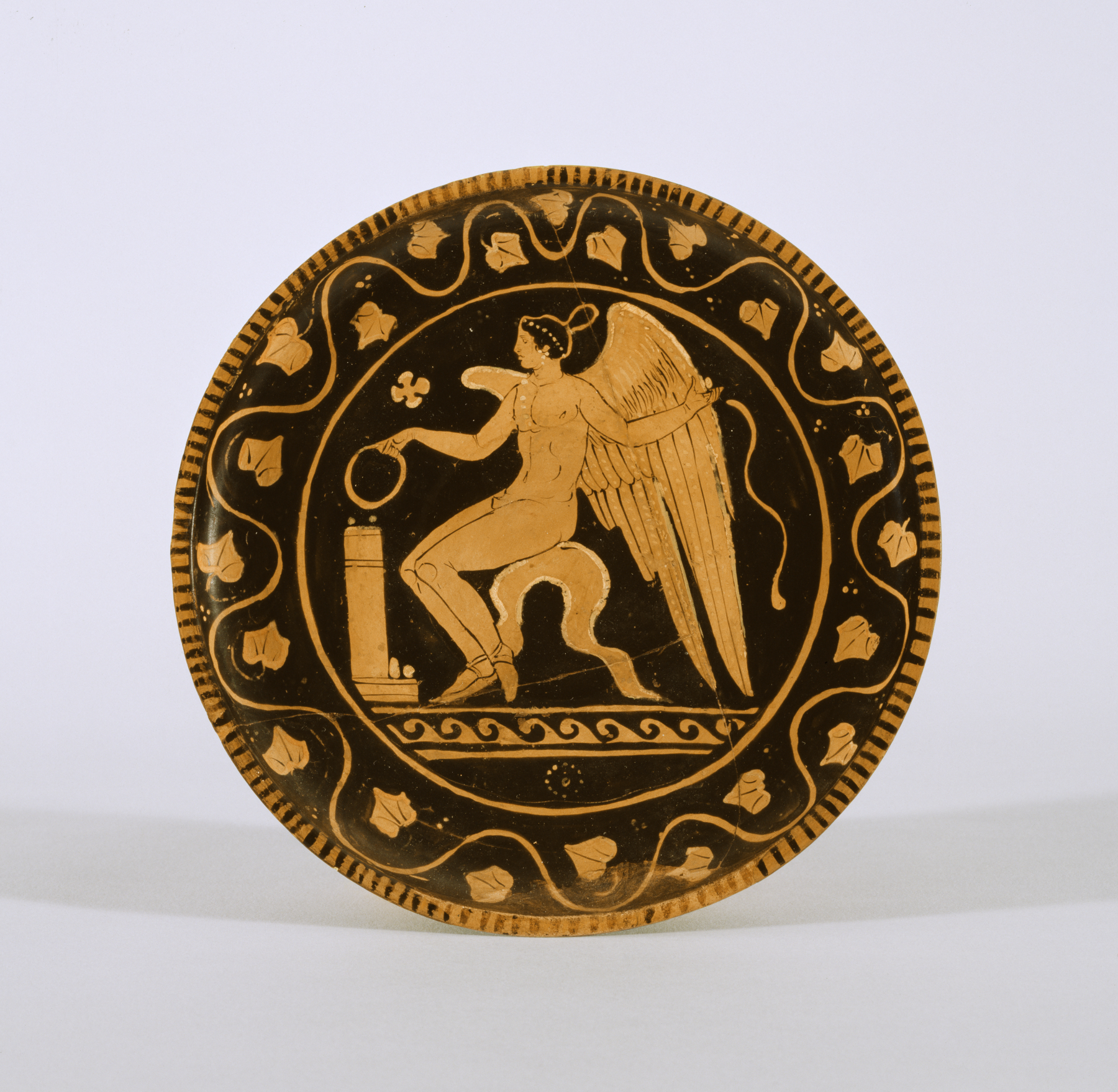
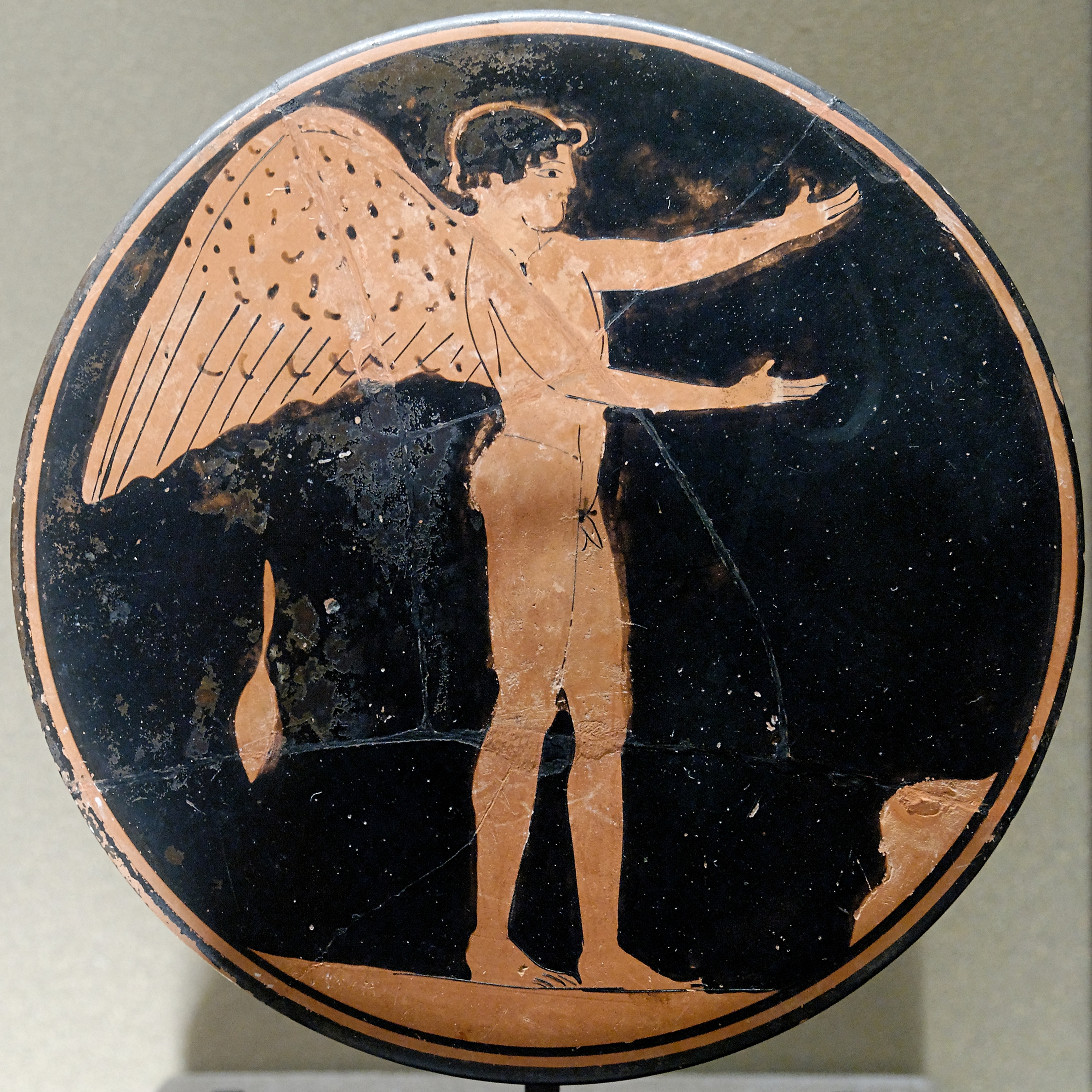
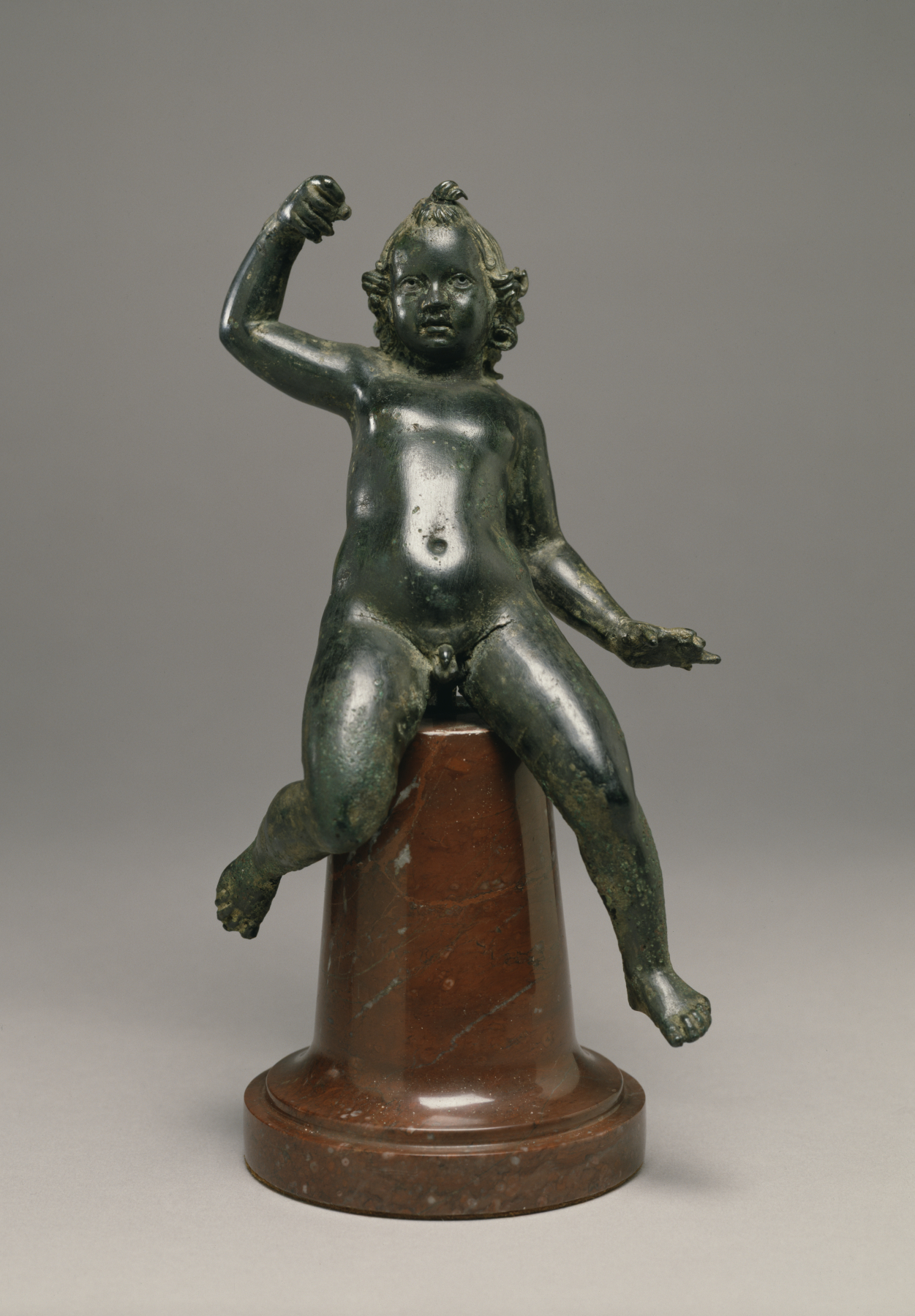

## أقرأ أيضا
- شبقية